# Crocidura flavescens
Crocidura flavescens — вид ссавців із родини Soricidae. Зустрічається в Лесото, Мозамбіку, ПАР та Есватіні. Його природні середовища існування — це вологі савани, луки помірного клімату та сільські сади.

## Морфологічна характеристика
Вид досягає довжини голови й тулуба від 81 до 117 мм, вуха — 9–11 мм завдовжки, а хвіст — від 36 до 59 мм; вага — від 20 до 40 г. Волосяний покрив на верхній частині тіла скоріше коричнево-коричневого кольору. Формується з волосся з сірою основою, світлою середньою частиною і коричневим кінчиком. Волоски на нижній частині тіла темно-сірі біля основи та від світло-жовтого до білого кольору на кінчику, що призводить до від світло-сірого до жовто-сірого кольору шерсті. Кордон між двома колірними гамами часто кидається в очі. Хвіст лише злегка покритий шерстю. Голова вузька із загостреною мордою, очі малі, вуха закруглені. На руках і ногах по п'ять пальців.

## Спосіб життя
C. flavenscens веде нічний спосіб життя. Вважається асоціальною та територіальною твариною, а самці використовують маркування запахом, щоб визначити свою територію. Самці виявляються більш агресивними, ніж самиці, а їх агресивність зростає з більшою щільністю популяції. Вид час від часу риє нори в землі для укриття і часто відвідує сади чи будівлі. Він може лазити по стінах і скелях, але уникає вищої рослинності. У несприятливих зовнішніх умовах можливе спонтанне заціпеніння, яке також відоме у євразійської землерийки. Їжею є в основному безхребетні, такі як равлики, дощові черв’яки та комахи, з доповненням до дрібних плазунів і гризунів і, рідко, трупів. Ця землерийка спілкується за допомогою різних звукових сигналів і стрекотань, деякі з яких знаходяться в ультразвуковому діапазоні.
Перед народженням дитинчат, під час сезону розмноження між серпнем і квітнем, самка будує гніздо з частин рослин на трав'янистому пагорбі або в ущелині скелі. Після вагітності від 28 до 36 днів народжуються голі та сліпі дитинчата. Виводок зазвичай складається з чотирьох дитинчат (й іноді до семи). Мати носить їх у роті протягом першого тижня. Пізніше родина мігрує за типовою для багатьох землерийок схемою, причому тварини тримаються за хвіст свого попередника. Молодняк годується протягом 18–22 днів. Вони досягають статевої зрілості через 2–3 місяці.
Серед хижаків виду — сови, куниці та мангусти. Іноді її вбивають домашні коти, які, однак, зневажають тушку. У дикій природі велика червона ондатра досягає віку від 14 до 18 місяців. Окремі екземпляри в неволі доживали до 2,5 років.

## Загрози й охорона
Здається, серйозних загроз для цього виду в цілому немає. Цей вид зустрічається в ряді природоохоронних територій. Наразі немає необхідності в прямих заходах щодо збереження цього виду в цілому.